# Dějiny Antarktidy

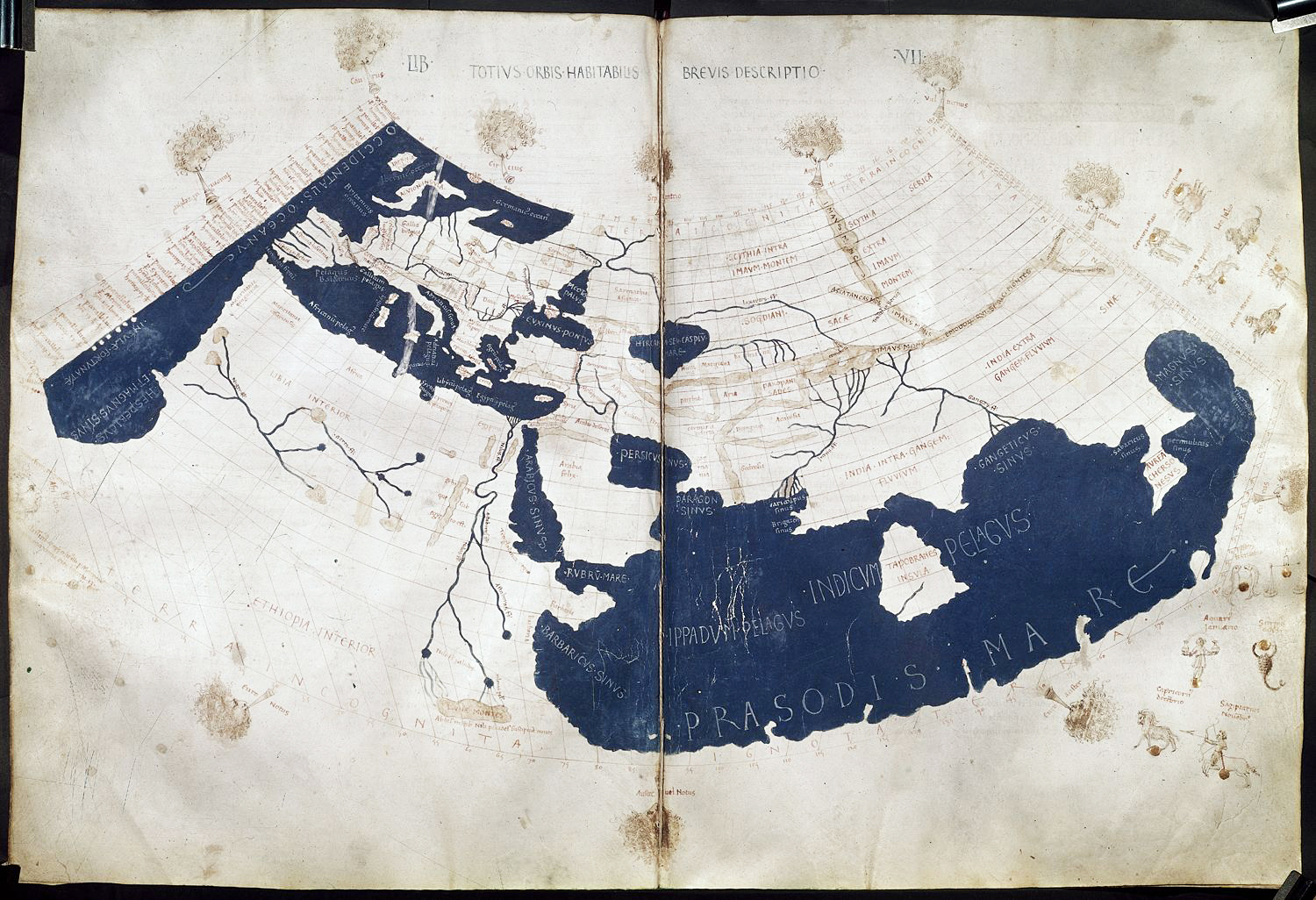
Ptolemaiova mapa světa

Historie Antarktidy vychází z raných západních teorií o rozsáhlém kontinentu, známém jako Terra Australis. V existenci Antarktidy učenci věřili staletí předtím než byl tento kontinent skutečně objeven.
Již Aristotelés (384 – 322 př. n. l.) předpokládal existenci rozlehlé pevniny v prostoru jižního pólu. Ta měla tvořit dno světa jako protiváha všech známých kontinentů na severní polokouli a měla mít podobné podnebí jako končiny kolem severního pólu. Tento jižní kontinent, nazvaný Alter orbis („Druhý svět“), předpokládal také Pomponius Mela v 1. století.
Klaudios Ptolemaios (cca 85 – 165 po Kr.) psal v knize Géografiké hyfégésis („Návod k zeměpisu“) o velké zemi, spojující na jihu výspy Afriky a Asie. Tuto Neznámou zemi – Terra Incognita – zobrazil i na mapě. Předpokládal, že kontinent je úrodný a obydlený.

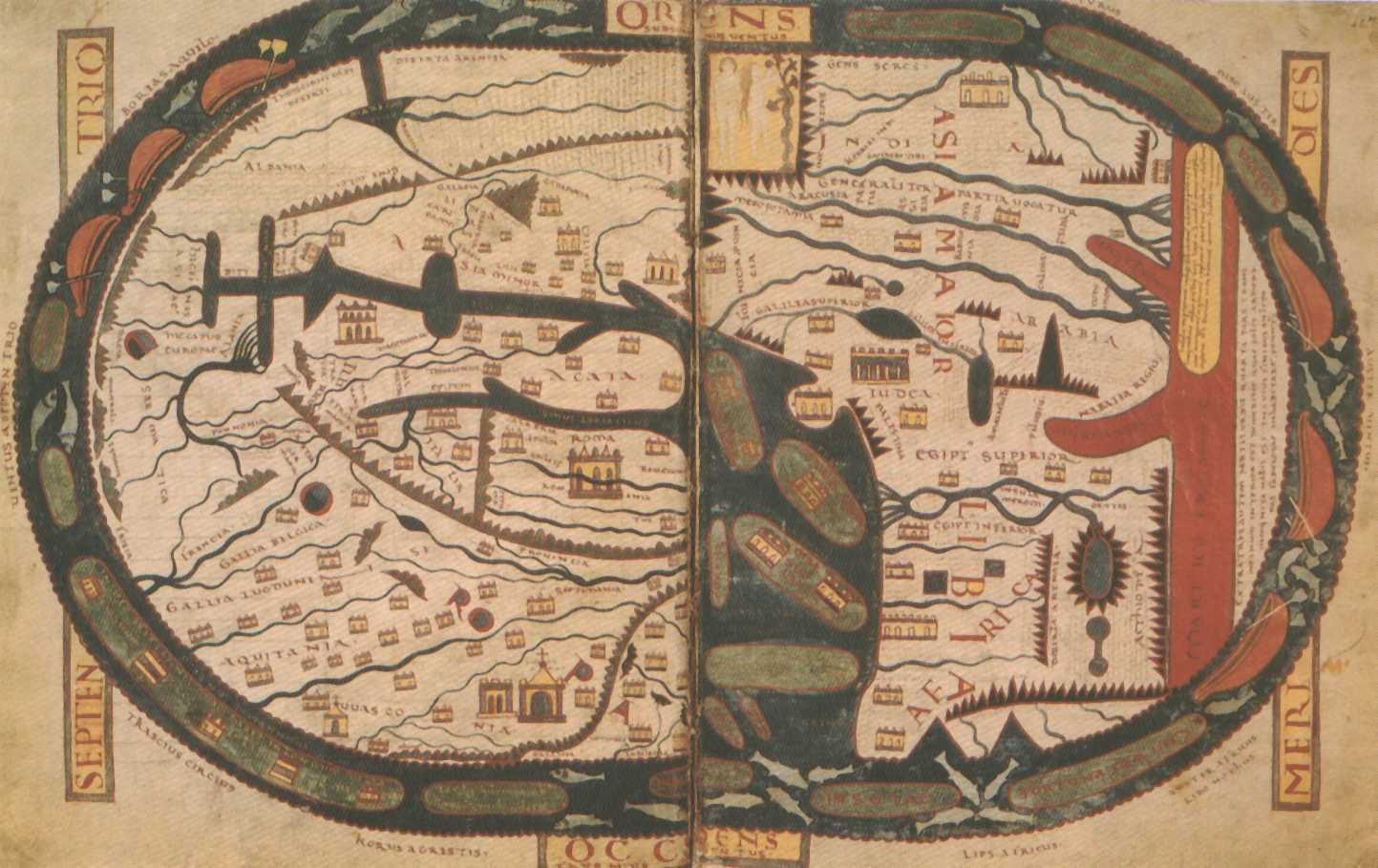
Mapa podle Beata z Liébany (11. století)

Rovněž ve středověku se existence jižního kontinentu chápala jako možná, neboť navzdory v současnosti stále ještě obecně rozšířené představě lidé ve středověku věděli, že je země kulatá. Komentář k Apokalypse, který napsal Beatus z Liébany (cca 730 – 800) obsahoval i mapu světa se zobrazením kontinentu za Rudým mořem, obývaného protinožci. Ačkoliv originál mapy se nedochoval, její kopie byly spolu s Ptolemaiem jedním ze zdrojů představ o jižním kontinentu až do renesance.
Ve 12. a 13. století znovu začal ožívat zájem o antická díla a také představy o jižní zemi (Terra Australis). K tomu přispěl i cestopis Marca Pola (1254 – 1324), který uváděl výspy Beach, Lucach a Maletur daleko na jihu jako součást bájné jižní země.
Nikdo tehdy neznal polynéskou legendu o muži z ostrova Rarotonga jménem Ui-te-Rangiora, který se kolem roku 650 plavil tak daleko na jih, až dosáhl místa, kde bylo moře zmrzlé. Kolem roku 800 pak prý jeho cestu zopakoval ještě Aru-Tanga-Nuku.

## Hledání Terra Australis

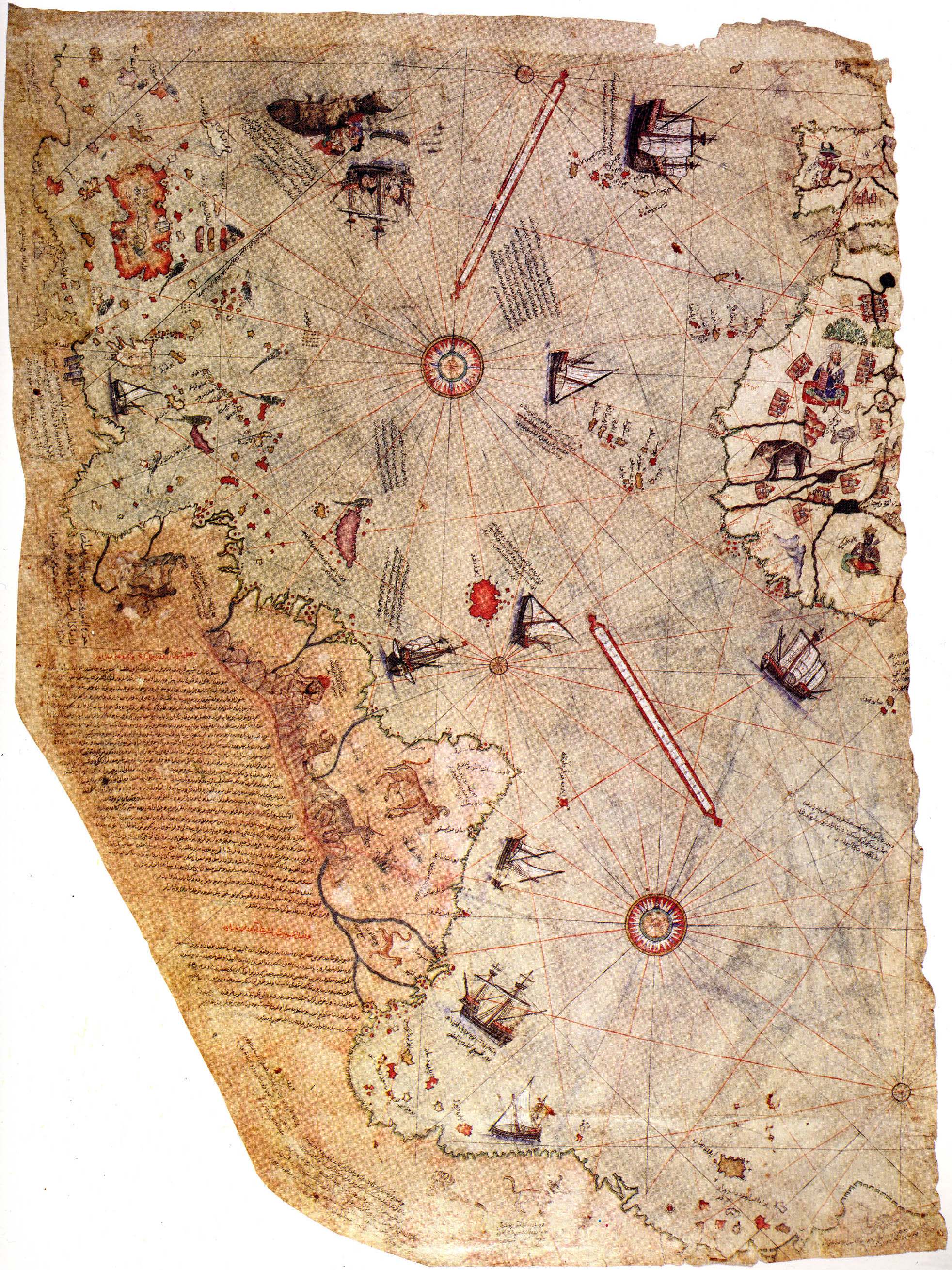
Piri Rais - mapa jižní polokoule (1513)

V 16. a 17. století se naplno rozvinuly téměř fantastické představy o rozlehlém, bohatém a krásném jižním kontinentu (Terra australis). A s tím, jak se rozmáhala mořeplavba, mnozí po této zemi usilovně pátrali. Zejména to byli španělští a portugalští námořníci, později se k nim přidali také Nizozemci.
V roce 1488 po obeplutí Mysu Dobré naděje na jižním cípu Afriky Portugalec Bartolomeo Diaz (cca 1450 – 1500) zjistil, že spojení Afriky s Terra Australis neexistuje. Jeho objev potvrdila další portugalská výprava v letech 1497 – 1498, kterou vedl Vasco da Gama (cca 1460/1469 – 1524). Roku 1513 turecký mořeplavec a geograf Piri Reis (cca 1465/1470 – 1554/1555) vydal mapu, na které bylo vyznačeno i pobřeží jižního kontinentu.
Dalším mezníkem v objevování Antarktidy byla cesta kolem světa, kterou v letech 1519 – 1522 podnikl Fernão de Magalhães (1480 – 1521). Když proplouval roku 1520 dnešním Magalhãesovým průlivem, pokládal pevninu na jihu (Ohňová země) za výspu Terra Australis a označil ji jako Tierra del Fuego. Spojení Jižní Ameriky a bájné Jižní země tím však vyloučil. Jižní kontinent byl pak až do 17. století často označován po svém domnělém objeviteli jako Magellanica, poté však převládl původní název Terra Australis Incognita.

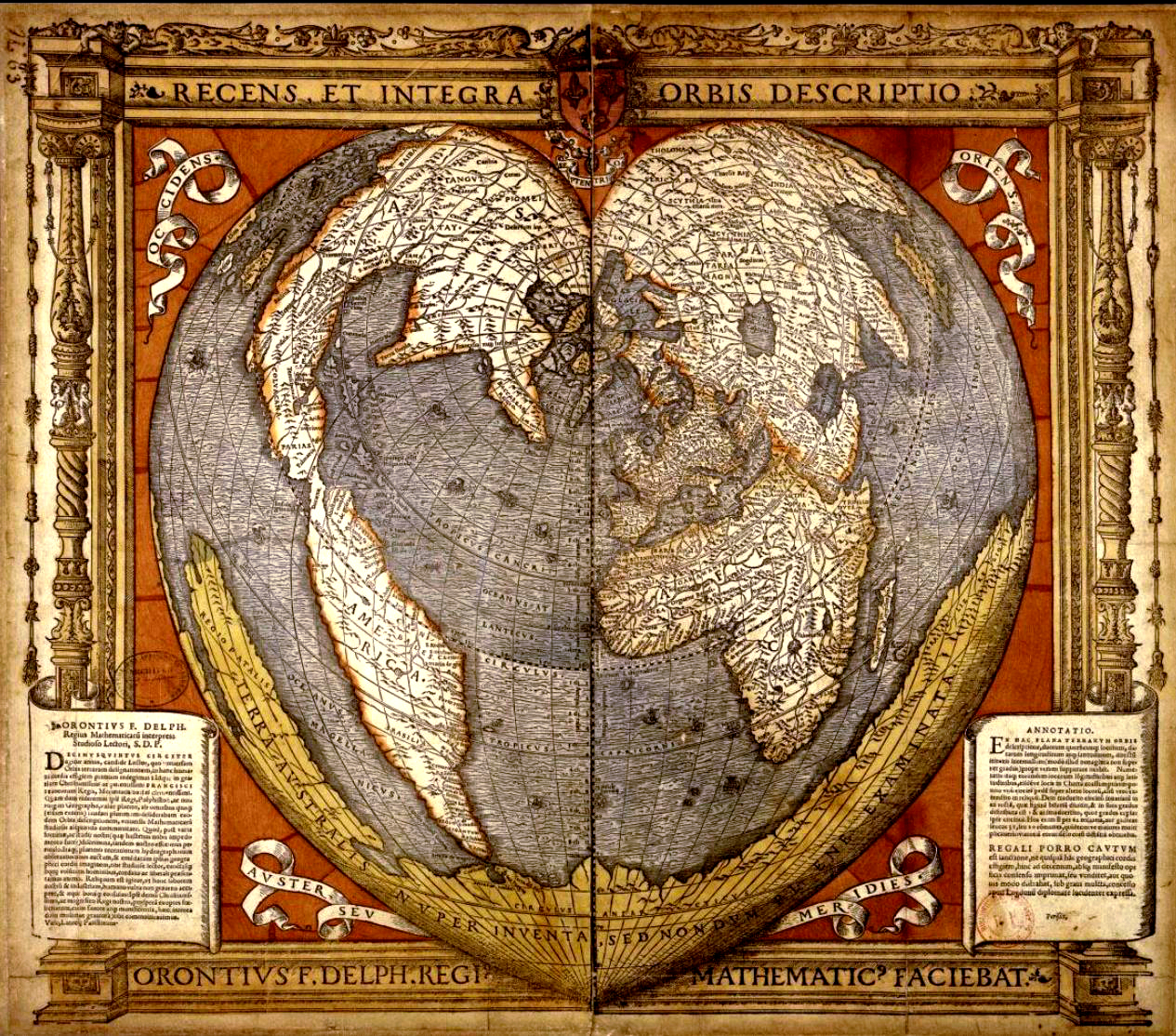
Mapa světa podle Oronce Finé (1531)

Za součást Jižní země byly pokládány mnohé ostrovy, postupně objevované na jižní polokouli, pokud se je nepodařilo obeplout (tak například Portugalec Jorge de Menezes objevil roku 1526 Novou Guineu, Francouz Jean Parmentier v roce 1529 Sumatru). Jak byly postupně znalosti o těchto ostrovech zdokonalovány, byla vylučována jejich souvislost s Terra Australis a hranice tohoto vysněného kontinentu se posouvaly stále více k jihu.

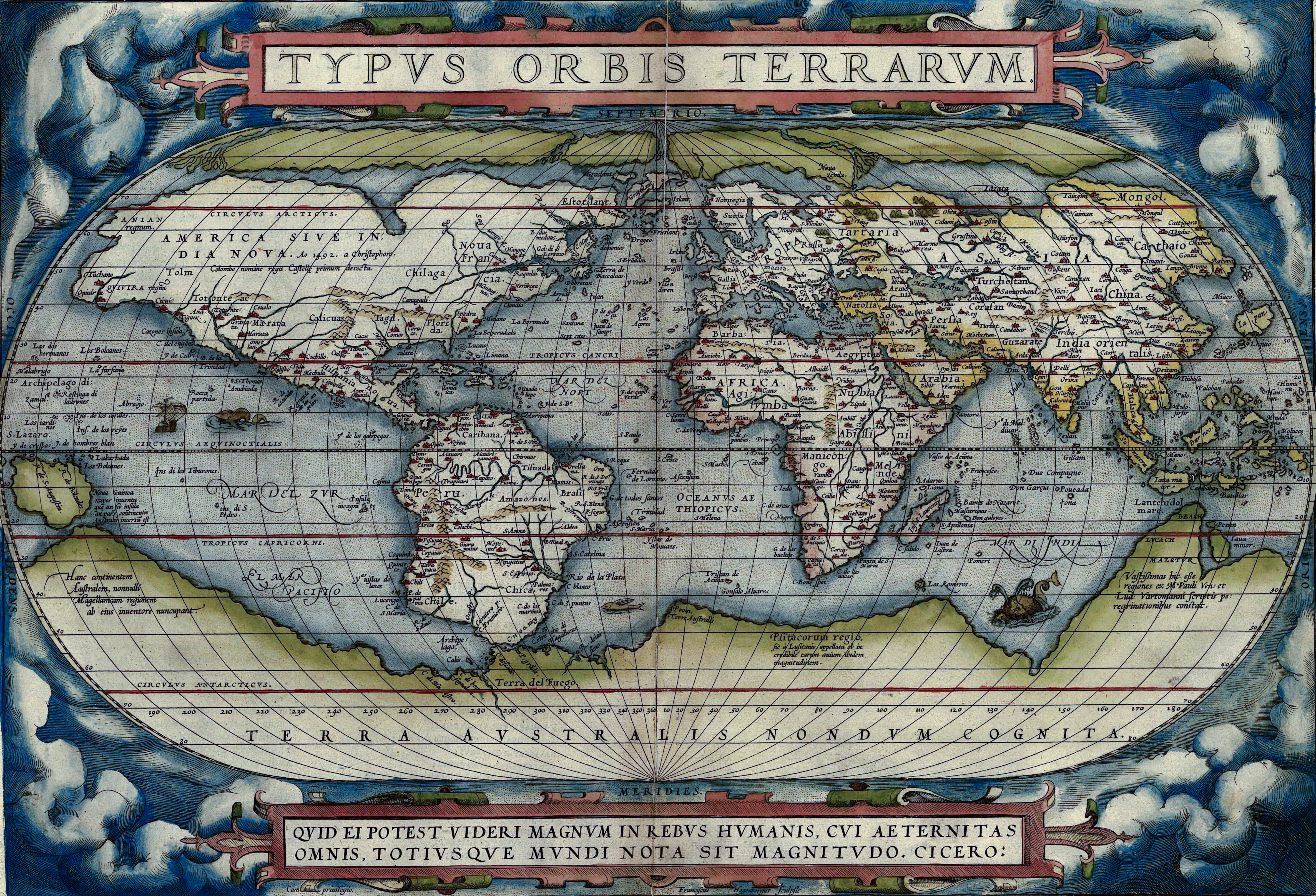
Orteliova mapa světa (1570)

V roce 1531 Francouz Oronce Finé (1494 – 1555) vydal mapu světa, kde je jižní kontinent zobrazen jako nepravidelně oválná pevnina kolem jižního pólu. Kontinent nese nápis „Jižní země nedávno objevená a zatím málo známá“. Také na mapě vlámského kartografa Gerharda Mercatora (1512 – 1594) z roku 1538 probíhá jižní kontinent obdobně od Ohňové země po Novou Guineu. S drobnými změnami se takto zobrazoval až do konce 16. století. Příkladem může být atlas světa z roku 1570, jehož autorem je Abraham Ortelius (1527 – 1598).
V letech 1577 až 1580 vyslala anglická královna Alžběta I. Francise Drakea (1540 – 1596), aby zjistil více informací o Tierra del Fuego. Ten však roku 1578 objevil na jih od této výspy dnešní Drakeův průliv a tím ujistil svět, že Tierra del Fuego k Jižní zemi nepatří.

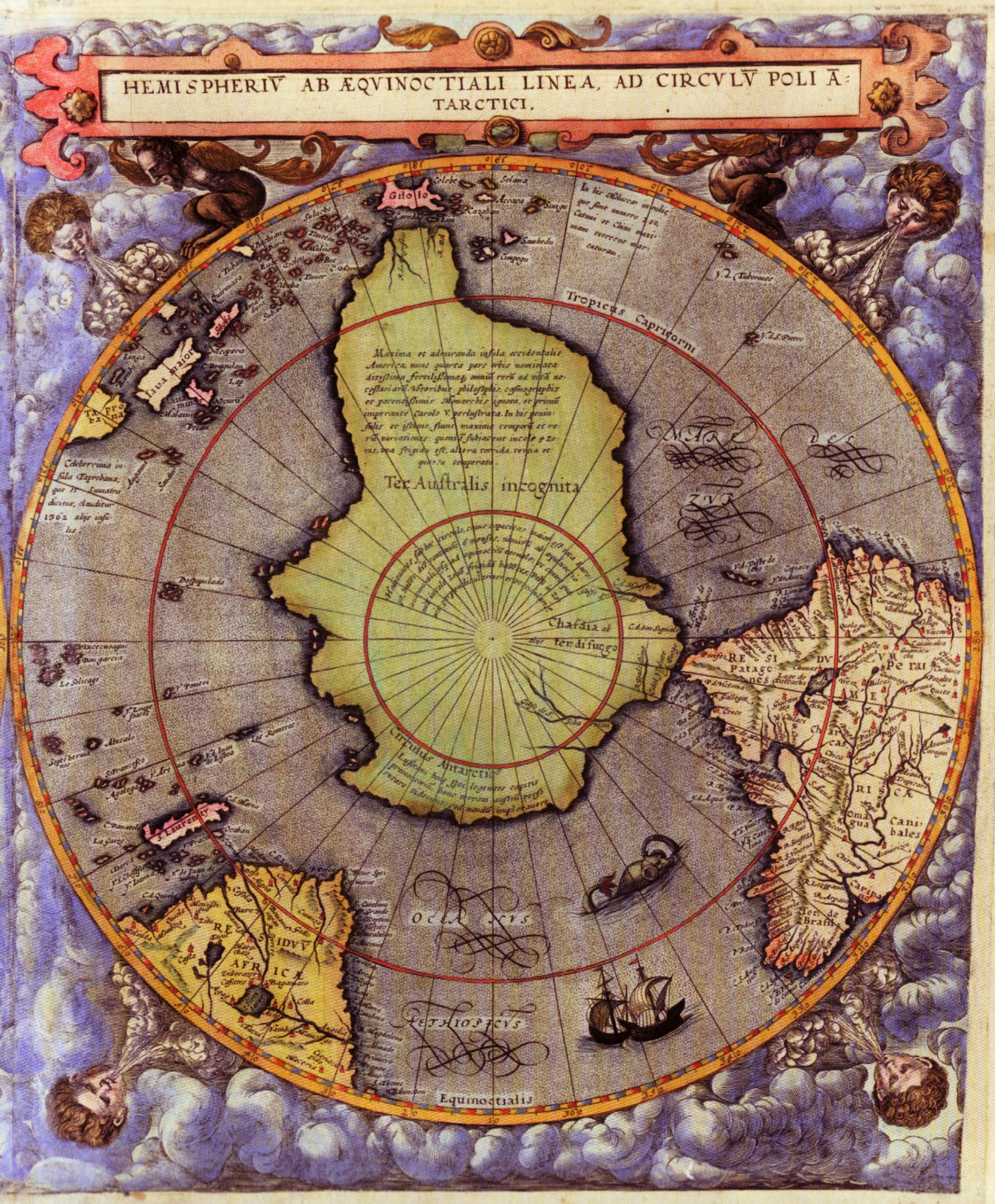
Mapa jižní polokoule z roku 1593.

Lodě nizozemské expedice, které velel Jacques Mahu, byly po překonání Magalhãesova průlivu v roce 1599 silným větrem strženy z kurzu směrem na jih. Velitel jedné z lodí Dirck Gerritszoon Pomp (1544 – 1608) pak údajně spatřil hornaté pobřeží zhruba na úrovni 64° jižní šířky. Podobné, sněhem pokryté hory ve stejné poloze popsal v roce 1603 i Španěl Gabriel de Castilla (1577 – cca 1620). Mohlo se jednat o Jižní Shetlandy, první spatřené antarktické ostrovy. Zjištění obou mužů však není možné ověřit, v 17. století nebyla brána v potaz.
V roce 1605 objevil portugalský navigátor Pedro Fernandes de Queirós (1563 – 1613) Nové Hebridy a považoval je za součást Terra Australis. Velitel jedné z lodí této výpravy, Portugalec Luis Váez de Torres (1565 – 1610), poté ověřil, že Nová Guinea je ostrov a k Terra Australis tudíž nepatří.
Hned v roce 1606 nizozemský mořeplavec Willem Janszoon (cca 1570 – 1630) spatřil jako první Evropan pobřeží Austrálie. V roce 1615 Jacob le Maire (cca 1585 – 1616) a Willem Schouten (cca 1567 – 1625) obepluli mys Horn a ověřili Drakeovo tvrzení, že Jižní Amerika není spojena s Terra Australis a Ohňová země není její součástí.
V roce 1642 vypravilo Nizozemí expedici, která měla rozhodnout o souvislosti mnoha nově objevovaných území s vysněnou Jižní zemí. Velitelem byl jmenován Abel Tasman (1603 – 1659). Na své cestě objevil Tasmánii a Nový Zéland. Podařilo se mu také obeplout Austrálii a ujistit se, že nepokračuje dále k jihu. Mnozí začali pochybovat, že se jedná o skutečnou Terra Australis, protože na vyvážení kontinentů severní polokoule podle teorie antických filozofů byla příliš malá. Přesto zůstávala stále nejrozsáhlejší známou pevninou na jižní polokouli.
Anthony de la Roché v roce 1675 objevil Jižní Georgii a stal se tak prvním člověkem, který překročil hranici Antarktické konvergence.

## První objevy

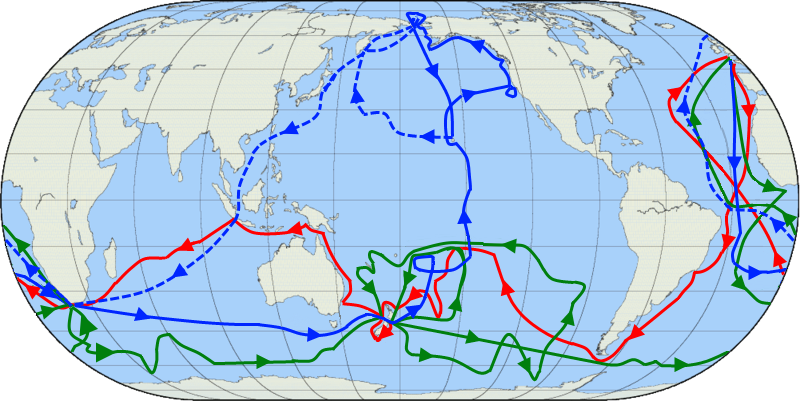
Trasa tří cest Jamese Cooka

V 18. století bylo vypraveno několik dalších námořních expedicí s cílem nalézt Terru Australis. Postupně se lidé dostávali stále více na jih a objevovali různé ostrovy a souostroví, patřící již k Antarktidě.
V letech 1721–1723 to byla nizozemská výprava pod velením Jacoba Roggeveena (1659 – 1729), které se však podařilo objevit pouze několik ostrovů, mimo jiné Velikonoční ostrov. Francouz Jean-Baptiste Charles Bouvet de Lozier (1705 – 1786) objevil v roce 1739 dnešní Bouvetův ostrov a narazil na zamrzlé moře na úrovni 55° jižní šířky. Další Francouz, Yves Joseph de Kerguelen de Trémarec (1734 – 1797), objevil roku 1772 pobřeží, o kterém se domníval, že je vysněnou Jižní zemí. Při druhé výpravě v roce 1773 však zjistil, že se jedná pouze o neobydlený ostrov, dnešní Kergueleny.
Zásadní význam pro objevy 18. století měla plavba, kterou vedl James Cook (1728 – 1779) v letech 1772 – 1775. Lodě Resolution a Adventure obepluly Antarktidu, aniž ji kdokoliv spatřil, i když se k ní třikrát těsně přiblížily. 17. ledna 1773 námořníci poprvé v dějinách překročili jižní polární kruh, když dosáhli 67° 15' jižní šířky. 20. prosince 1773 se dostali až k 67° 31′ jižní šířky. Nejjižnějšího bodu, 71° 10′ jižní šířky, dosáhli 30. ledna 1774. V dalším postupu lodím pokaždé zabránila ledová bariéra a země zůstala v nedohlednu. V roce 1773 však James Cook objevil alespoň ostrovy Jižní Georgie a Jižní Sandwichovy ostrovy. Těmito objevy byla existence Terra Australis zatlačena ještě dále k jihu. Nepřestávalo se však věřit, že existuje, ačkoliv začínalo být jasné, že nepůjde o tropický ráj plný bohatství a surovin. Sám Cook byl toho názoru, že země na jihu existuje, avšak pro nehostinné kruté podmínky zůstane neobjevena, protože se nikdo neodváží dál než on.

Trasa ruské výpravy v letech 1819-1821

V následujících letech zamířily k jihu četné velrybářské a tuleňářské výpravy, mimo jiné i proto, že se James Cook zmínil o hojnosti těchto zvířat v jižních končinách. Lovecké výpravy početně výrazně převážily vědecké a objevitelské expedice. Lovci přicházeli zejména z Británie, ale také z jižní Afriky, Francie, USA a Austrálie. Pravděpodobně i oni náhodně objevovali nové části pevniny. 19. února 1819 spatřil anglický tuleňář William Smith (1790 – 1847) Livingstonův ostrov, součást Jižních Shetland. 16. října 1819 pak přistál na Ostrově krále Jiřího, který je součástí téhož souostroví.
V roce 1819 rovněž vyplula z přístavu Kronštadt k průzkumu jižního oceánu ruská výprava. Lodě Mirnyj a Vostok vedli Fabian Gottlieb Thaddeus von Bellingshausen (1778 – 1852) a Michail Petrovič Lazarev (1788 – 1851). 27. ledna 1820 námořníci poprvé spatřili Antarktidu (Pobřeží princezny Marty), ale kvůli ledu se na pevninu nedostali. Objevili i ostrovy Petra I. a Alexandra I. Do Kronštadtu se vrátili 4. srpna 1821.
Téměř současně, ale nezávisle na ruské výpravě zahlédli pobřeží Antarktidy i jiní dobrodruzi. 30. ledna 1820, o pouhé tři dny později než Bellingshausen, spatřil antarktickou pevninu (poloostrov Trinity) britský kapitán Edward Bransfield (1785 – 1852), když mapoval již známé Jižní Shetlandy. 17. listopadu 1820 se k Antarktickému poloostrovu přiblížil americký tuleňář Nathaniel Palmer (1799 – 1877).
V následujících letech pronikly za jižní polární kruh i posádky dalších lodí. Zahlédly antarktickou pevninu, ale pro velké množství ledu se jim nepodařilo ani jednou přistát. Jižní země však byla s jistotou objevena a obrysy nového kontinentu byly postupně mapovány.

## Mapování pobřeží

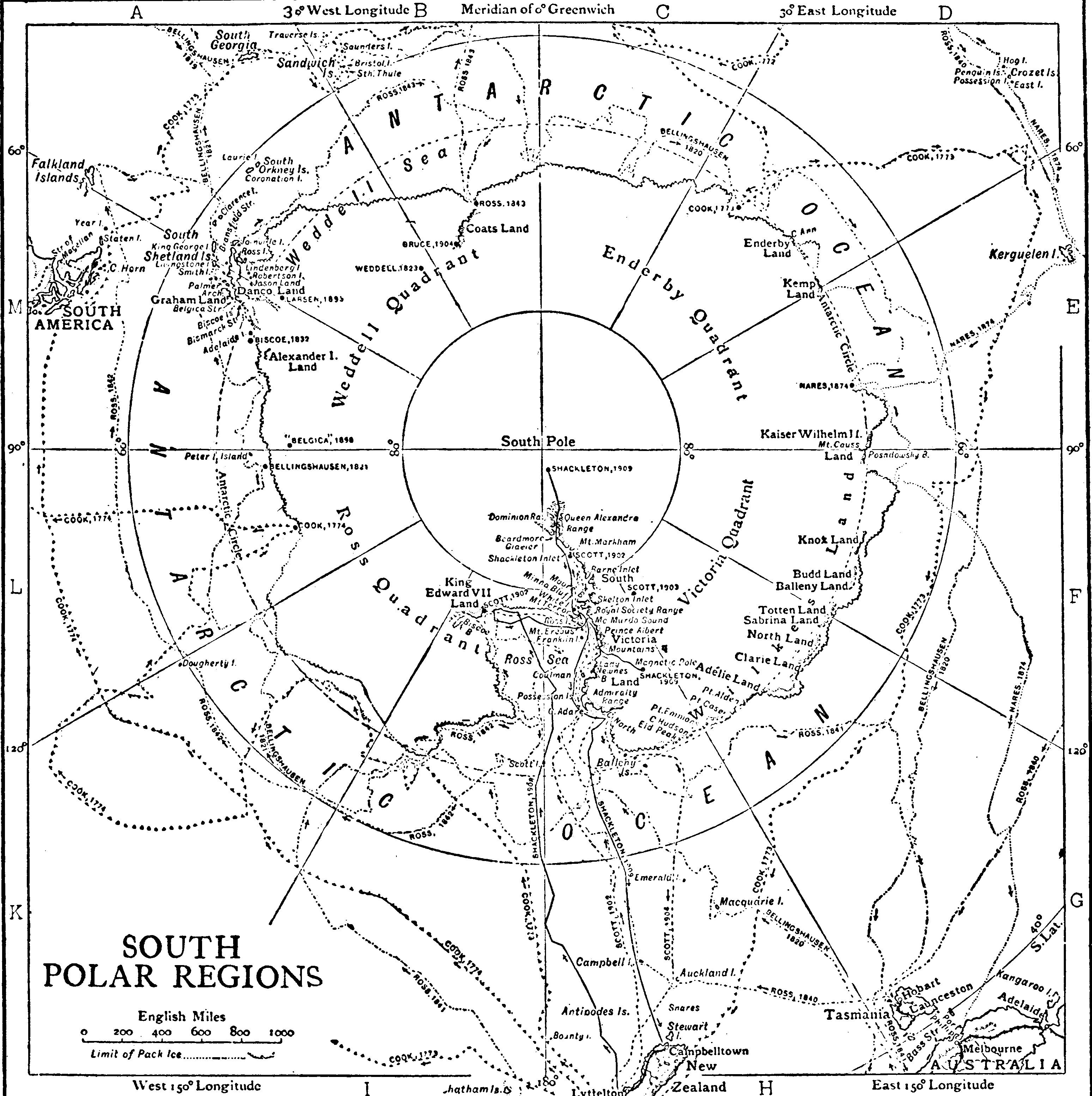
Mapa z roku 1911

Celkem tři lovecké výpravy na jih podnikl v letech 1821 až 1824 Skot James Weddell (1787 - 1834). Prozkoumal okolí Jižních Orknejí a Jižních Shetland. 20. února 1823 doplul na lodích Jane a Beaufoy hlubokým zálivem (dnešní Weddellovo moře) až na úroveň 74°15´ jižní šířky. Díky mimořádně příznivému počasí nebylo moře pokryté ledem a James Weddell se tak dostal nejjižněji ze všech dosavadních objevitelů. Dalších 80 let jej nikdo nedokázal překonat. Na pevnou zemi však nenarazil a domníval se, že až k pólu se rozprostírá volné moře.
V roce 1830 vyslala londýnská velrybářská společnost Samuel Enderby & Sons lodi Tula a Lively hledat nová lovecká území a prozkoumat ostrovy na jižní polokouli. Expedici Jižní oceán vedl John Biscoe (1794 – 1843). Kromě objevení několika antarktických ostrovů (Adelaidin ostrov, Biscoe islands) zahlédli námořníci i samotný kontinent - 25. února 1831 objevili Enderbyho zemi a 21. února 1832 Grahamovu zemi. Podařilo se jim přistát na přilehlém Antverpském ostrově, o němž se domnívali, že je již součástí pevninské Antarktidy, protože úzký průliv, oddělující ostrov od pevniny byl zamrzlý.
V letech 1838 – 1839 vypravila společnost Samuel Enderby & Sons k Antarktidě velrybářské lodě Elisa Scott a Sabrina, kterým veleli John Balleny a Thomas Freeman. 9. února 1839 objevili ostrovy, později pojmenované Ballenyho ostrovy. Po dvou dnech se několika mužům podařilo krátce přistát - stali se tak prvními lidmi, kteří vstoupili na pevnou zem za jižním polárním kruhem.

Francouzská výprava v letech 1837-1840

V letech 1837 – 1840 se k antarktickým břehům z přístavu Toulon vydala francouzská výprava, které velel Jules Dumont d'Urville (1790 – 1842). Jeho úkolem bylo dostat se s loďmi Astrolabe a Zelée co nejdál na jih a případně nalézt jižní pól. Weddellovo moře však bylo v roce 1838 silně zamrzlé. Lodě se musely v polovině února vrátit k severu (dosáhly pouze 63°23´ jižní šířky) a necelý rok brázdily teplejší vody Tichého oceánu. Pak v lednu roku 1840 D'Urville namířil znovu k jihu. 21. ledna objevil Adélinu zemi, kterou pojmenoval po své ženě. Nemohl však přistát kvůli množství ledu a vystoupil pouze na blízkém ostrůvku. Hledání jižního magnetického pólu skončilo bez úspěchu, byly však provedeny důkladné kartografické práce - podrobně zmapována byla Grahamova země, Falklandy, Jižní Orkneje i Jižní Shetlandy.

Britská výprava v letech 1839-1843

Současně se k jižnímu pólu v letech 1838 – 1842 vydala i velká, ale špatně vybavená americká výprava United States South Seas Exploring Expedition. Skupinu šesti lodí (USS Vincennes, Peacock, Porpoise, Relief, Sea Gull, Flying Fish), vedl Charles Wilkes (1798 – 1877). Také on připlul k pobřeží Adéliny země a to 25. ledna 1840, jen několik dní po D'Urvillovi. Obě výpravy se dokonce 30. ledna 1840 setkaly. Wilkes byl přesvědčen o propojení pobřeží Adéliny země s již známou Enderbyho zemí, pokusil se proto plout podél pobřeží a svůj názor doložit. Pevninu, kterou jako první označil Antarktis, sledoval v délce přes 2400 km, nikde se mu však nepodařilo přistát. Jeho cestu nakonec zastavila bariéra Shackletonova ledovce a Wilkes odplul na sever. Také americká výprava se marně snažila dosáhnout jižního magnetického pólu.
V roce 1839 k Antarktidě vyrazila i významná britská výprava, kterou vedl James Clark Ross (objevitel severního magnetického pólu) na dvou plachetnicích Erebus a Terror. Jeho úkolem bylo zejména dosažení jižního magnetického pólu. V roce 1841 doplul k Antarktidě, kde objevil Viktoriinu zemi, velkou ledovcovou bariéru (pozdější Rossův šelfový ledovec) a sopky Erebus a Terror. Blížící se zima a špatné počasí jej donutily odplout na sever. Ještě dvakrát se pokusil dosáhnout jižního magnetického pólu, ale nakonec se v roce 1843 bez úspěchu vrátil do Británie.
Poté se pozornost vědeckých expedic znovu soustředila spíše na Arktidu a zájem o Antarktidu klesl. Opět se k ní vydávaly pouze velrybářské a tuleňářské výpravy, které náhodně objevovaly antarktické ostrovy. Patrně právě lovci byli také prvními, kteří vstoupili antarktickou pevninu, ačkoliv záznamy o jejich prvenství jsou velmi sporné a nedají se ověřit. Již 7. února 1821 údajně přistál tuleňář John Davis spolu s několika dalšími muži na Antarktickém poloostrově, aby zde hledal kořist. Byl by tak prvním známým člověkem, který vstoupil na pevninskou část Antarktidy. Dalším tuleňářem, který se patrně dostal na pevninu byl Američan Mercator Cooper (1803 – 1872). Na Oatesově pobřeží ve Viktoriině zemi prý přistál 26. ledna 1853.

## Cesta k jižnímu pólu
V roce 1899 na pevnině poprvé přezimoval Nor Borchgrevink. Od začátku 20. století začal boj o dobytí jižního zeměpisného pólu. V roce 1909 dosáhl Ernest Shackleton místa vzdáleného od pólu pouze 180 km.
Rok 1911 se stal dějištěm jednoho z nejdramatičtějších závodů v historii objevování světa - závodu o dosažení jižního pólu. Toho roku dvě konkurenční výpravy - britský tým vedený kapitánem Robertem F. Scottem a norský tým vedený Roaldem Amundsenem - dosáhly pólu v rozmezí 34 dnů. Na pólu poprvé stanul 14. prosince 1911 Roald Amundsen s norskou výpravou a po něm 18. ledna 1912 Robert Falcon Scott s britskými polárníky, kteří cestou zpět zahynuli. Díky větší zkušenosti a lepší výstroji, hlavně použitím saní tažených psy namísto spoléhání na lidskou sílu, zvítězil Amundsen.
Od roku 1928 pokračovaly letecké výzkumy Antarktidy a roku 1929 Američan Byrd poprvé letecky dosáhl jižního pólu a roku 1935 přeletěl Západní Antarktidu.

## Zájem o Antarktidu
Od roku 1947 se na Antarktidě začínají zřizovat vědeckovýzkumné stanice. "Pólu relativní nedostupnosti" dosáhla 14. prosince 1958 sovětská výprava.
Postupně začaly jednotlivé země jako jsou Spojené království, Nový Zéland, Francie, Austrálie, Norsko, Německo, Chile a Argentina projektovat mocenský zájem o části antarktické pevniny a přilehlé ostrovy. Chilské a argentinské územní spory v Antarktidě ve 40. a 50. letech hrozily válečným konfliktem.

## Antarktická smlouva
Dne 1. prosince 1959 byla podepsána Antarktická smlouva (signatáři: Argentina, Austrálie, Belgie, Chile, Francie, Japonsko, Jihoafrická republika, Nový Zéland, Norsko, SSSR, Spojené království a USA). Smlouva uzákonila mezinárodní právní postavení Antarktidy, mírovou vědeckou spolupráci a demilitarizaci oblasti, zakázala budování vojenských základen, nukleární pokusy, vojenské manévry a těžbu nerostů. Antarktická smlouva vstoupila v platnost 23. června 1961, kdy bylo definitivně zrušeno politickosprávní členění Antarktidy na teritoria, dependence a sektory na jih od 60° jižní zeměpisné šířky.
V roce 1989 byla Antarktida vyhlášena chráněným národním parkem. V roce 1994 pracovaly členské státy Antarktické smlouvy protokol o ochraně životního prostředí, který předpokládá úplný zákaz využívání ložisek nerostných surovin.